# Daniel Joëssel
Pour les articles homonymes, voir Joessel.
Daniel Joëssel est un prêtre catholique français, né le 15 juillet 1908 à Audincourt, dans le Doubs, au sein d'une famille catholique. Blessé mortellement au combat le 20 mai 1940, il meurt dix jours plus tard à Ciney, en Belgique.

## Biographie

### Enfance et jeunesse

#### Famille
Adrien Joseph Victor Raymond Joëssel épouse Marthe Robert le 21 juillet 1900 à Lyon. De cette union naissent une fille, Andrée, et trois garçons, Pierre, Yves et Daniel en 1908. Raymond Joëssel, ingénieur civil des Mines, est depuis 1904 le directeur des Forges d'Audincourt. Tout comme son père, Joseph-Émile Joëssel, qui a notamment donné son nom à un sous-marin et à un gouvernail, il est un inventeur. Ainsi, alors qu'il est encore élève à l'école des Mines, et avant même la découverte de Marconi, il élabore un projet de télégraphie sans fil, dont il ne déposera pas le brevet, voulant auparavant terminer ses études. Il travaille également sur la locomotion éolienne des bateaux. C'est aussi, depuis son enfance, un passionné de Jules Verne. Il joue du violon et il est l'auteur d'un conte, Le Moulin Trébuchet publié sous le nom de Pierre Joël. Il invente et construit dans le jardin de la maison familiale de nombreux jeux pour ses enfants, dont un véritable petit moulin.
Daniel est baptisé le 23 juillet 1908 en l'église de l'Immaculée Conception d'Audincourt.
Avec son frère Yves, il étudie à la maison sous la conduite d'une institutrice. Les soirées se passent en famille entre la lecture des ouvrages de Jules Verne et la musique, sans oublier la prière commune et quotidienne.
Le 20 avril 1916, un Jeudi Saint, il reçoit la communion pour la première fois.
Très tôt, Daniel, surnommé « Dani », fait montre d'une ferveur précoce dans la prière. Cependant il n'est pas sans défauts : sensible à l'extrême, parfois grognon, ayant le souci de son apparence. Cela n'est d'ailleurs pas sans similitudes avec l'enfance de sainte Thérèse de l'Enfant Jésus. Mais, comme elle, il se corrige de ses imperfections vers sa dixième année. C'est un enfant heureux, épanoui et souriant, aimant les jeux de plein air, les animaux, le sport et le dépassement de soi.

#### Paris
En septembre 1917, la famille arrive à Paris. Après quelques mois passés dans la capitale, elle s'installe à La Baule où chaque année elle passe des vacances. En octobre 1918 elle emménage à Versailles, où Daniel poursuit ses études au collège Saint-Jean de Béthune tenu par les Eudistes. Il s'attache alors particulièrement au père Régent. C'est lui qui le prépare à sa communion solennelle qu'il fait le 22 juin 1919. Il dit de Daniel : « Il avait un cœur plein de délicatesse, une piété suave, une âme ardente et généreuse. » Dès cette époque, « Dani » confie à sa mère son désir de poursuivre une vocation religieuse.
En septembre 1919, la famille retourne à Paris où Daniel entre à l'école Notre-Dame de la rue de Madrid (collège Saint-Ignace), dirigée par les Jésuites. Il y reste jusqu'à la fin de ses études. Il est un élève brillant, appliqué, plein d'entrain, d'humeur joyeuse, aimant la compétition, et dont la piété et le désir d'évangélisation s'approfondissent. Avec l'un de ses camarades, Pierre Poisson, qui deviendra jésuite et missionnaire en Chine, il s'engage dans l'Œuvre de la Sainte Enfance et de la Propagation de la Foi.
Il continue à pratiquer toute sorte de sports avec un vif esprit de compétition, notamment la course à pied et le tennis et conduit, avec une intrépidité et une maîtrise dont il ne se départira jamais, sa première voiture.
En 1926, il obtient un double bac ès lettres et ès sciences. Il est décidé à entrer chez les bénédictins de Solesmes où il a effectué une retraite en novembre mais sa santé, par moments fragile, ne le lui permet pas encore. En attendant de pouvoir le faire, il prépare une licence de mathématiques qu'il n'achèvera pas.

### Une vocation

#### Rome
Le 22 octobre 1927, il est admis au Séminaire français de Rome où l'un de ses cousins, l'abbé Paul Nau, se trouve déjà. Sur le « Grand livre » des élèves, en date du 30 juin 1928, il est noté : « Malgré une santé délicate, s’est bien appliqué à tout le programme du séminaire et a donné pleine satisfaction. » Dans tous les domaines, la note est : « Très bien ». Il se distingue déjà par sa propension à ne pas se ménager, comme en témoigne une excursion dans la campagne romaine menée tambour battant et qui le laissera épuisé deux jours durant.
Néanmoins il ne reste à Rome qu'un peu plus d'un semestre. Il rentre alors en France et doit prendre du repos.

#### Solesmes
Sa santé semblant le permettre, il entre, le 10 novembre 1928, à l'abbaye Saint-Pierre de Solesmes. Le 14 décembre, il prend l'habit sous le nom de frère Marie-Daniel. Il peut enfin répondre à son désir de vie contemplative. Mais il n'y reste pas et le 26 février 1929, il quitte l'abbaye bénédictine. Cette expérience conforte en lui la prééminence de la vie intérieure
L'attrait de la vie religieuse ne l'abandonnera jamais comme il le confie dans une lettre en date du 9 mars 1937 : « J'éprouve aussi quelquefois, cette nostalgie de la vie religieuse, mais acceptons la volonté du Bon Dieu, restons où nous sommes, le monde a besoin d'apôtres. »

#### Service militaire
Il entame alors son service militaire à Poitiers puis à Orléans comme élève-officier d'artillerie. C'est pour lui un terrain d'apostolat. Monsieur Porteu, le père d'un des camarades de Daniel qui sera également tué en 1940, témoigne : « Nul doute que l'influence de cette âme d'élite ne s'y soit fait sentir (à l'école d'artillerie). Mon fils qui avait été séduit immédiatement par les brillantes qualités de ce camarade, tranchant sur tous par son intelligence et sa conscience, avait été frappé de plus par son allant remarquable et sa franche gaîté qui mettait de l'entrain partout. »
Il organise même des pèlerinages à l'abbaye bénédictine de Ligugé et jusqu'à Lourdes.

#### Le séminaire des Carmes
Le Séminaire des Carmes est fondé en 1919 par le père Jean Verdier (1864-1940). C'est lui qui en sera le premier supérieur. Le père Jean Pressoir en est le directeur puis, en 1929 il prend la succession du père Jean Verdier qui est nommé cardinal-archevêque de Paris. Il le restera jusqu'en 1936.
Sa santé s'étant affermie, Daniel y entre en 1930. Le Bulletin de l’Institut Catholique permet de suivre son parcours universitaire.
Après avoir obtenu son baccalauréat de théologie qui se prépare en deux ans, il devient « Auditeur » en théologie. En 1933, il passe les examens et obtient un Certificat de Grec Biblique, nécessaire à l’obtention de la licence. L’étape suivante est donc la licence qui demande encore deux années de travail et qu’il obtient en novembre 1934. Il est alors « Lecteur » en Théologie.
L'un des condisciples de Daniel, Jean Léger, remarque qu'en « toutes circonstances et même au moment des examens, il fait passer le travail après les exercices de piété. » Il cherche une voie pour monter plus directement et plus rapidement vers Dieu. Il cultive sa vie de prière. Plusieurs témoignages s'accordent pour pointer ses longues stations auprès du Saint-Sacrement ou à l'autel de la Vierge Marie, à un point tel qu'il faut souvent le rappeler à la notion de l'heure. Il choisit ses meilleurs amis au sein d'un petit groupe d'étudiants qui, sans se couper du reste des séminaristes, « se fait remarquer par leur piété fervente et par le rayonnement de leur action. » Dans ce groupe, Raoul Dorange a une forte influence sur Daniel Joëssel qui se reproche un trop grand orgueil et recherche le détachement de soi afin de ne s'attacher qu'au Christ et à faire sa volonté en toute chose. Il saisit la moindre occasion d'offrir un sacrifice pour sauver les âmes tout en comprenant de plus en plus que seul Dieu peut tout. « C'est Lui qui me fait prier, aimer ; moi seul ne suis capable que de pécher » dit-il. C'est ainsi qu'il va emprunter la voie de l'abandon total à l'amour de Dieu. Cela ne se fait cependant pas sans combat : « En m'examinant devant vous, Seigneur, je ne trouve pas une fibre de mon être qui ne veuille être à vous ; et pourtant je reste attaché à l'amitié des hommes. » Pour atteindre son idéal de perfection, il s'impose pénitences et mortifications. Et il constate : « On se leurre lorsqu'on supprime le caractère austère de l'Évangile, sous prétexte de le rendre plus accessible au monde. »
Son carnet de notes témoigne de ce combat : « Seigneur, secourez-moi de votre bras divin ! Si je vous quittais, ô mon Jésus, quelle horrible chose ! Ne permettez pas, ô Jésus, qu'un pareil malheur arrive !... Jésus, Jésus, venez à mon secours !... » et encore « Vous regarder toujours avant d'agir et en agissant ! Ainsi, j'agirais toujours pour vous... »
Et enfin, « le sacrifice complet du cœur » est atteint : « Que vous êtes bon, mon Dieu, de m'éclairer ainsi et de me montrer combien j'étais attaché à la créature ! Merci, je crois que la séparation est faite ; vous restez mon seul ami, et cela pour votre plus grande gloire... Je suis heureux de vous prouver mon amour en vous donnant tout sans arrière-pensée et avec joie... »

#### Ordinations
Après la tonsure reçue le 4 avril 1931 dans la chapelle des Carmes et le sous-diaconat le 15 avril 1933, c'est l'ordination diaconale le 2 juillet 1933.
Deux jours plus tard, il prononce sa première homélie à l'occasion du mariage de son frère Yves avec Agnès Allard dans l'église de la Madeleine, à Lille. C'est une homélie dans laquelle « la joie » et « l'espérance », une des trois vertus théologales, prédominent et dans laquelle il insiste sur la nécessité de mettre sa confiance en Dieu, de s'appuyer sur Lui et de compter sur Lui en toutes circonstances, heureuses ou malheureuses. Tout offrir à Dieu et tout attendre de Lui, se faire tout petit afin que Lui grandisse, voilà ce qu'il s'efforce de vivre et de proposer aux autres. Il cherche à « monter » et à faire « monter » .
À la veille de recevoir le sacrement de l'Ordre, le père Pressoir en témoigne : « Il n'a cessé de monter vers le sacerdoce. »
Il est ordonné prêtre le 31 mars 1934, un Samedi saint. Il a 26 ans. Sa mère, alitée, ne peut être présente à sa première messe. Mais le lendemain, Daniel obtient l'autorisation de célébrer la messe dans la chambre de la malade. Quelques jours plus tard, comme le veut la tradition, il célèbre la messe dans la chapelle Saint-Joseph des Carmes en présence de tout le séminaire. Dès ce moment, et cela se vérifiera tout au long de son ministère, les participants à « sa » messe sont frappés par son attitude lorsqu'il célèbre. Sa ferveur est toute particulière : il ne se contente pas de célébrer la messe, il la vit. Un témoin d'une de ses toutes premières messes explique : « Daniel la célébra sans précipitation, mais aussi sans lenteur. À sa parole, à son visage, on le sentait pénétré du sentiment de la présence de Dieu. »

#### Premières expériences pastorales: Montmartre et Montesson
Il poursuit ses études encore une année à l'Institut Catholique de Paris pour l'obtention éventuelle d'un Doctorat en théologie. Mais en parallèle il célèbre quotidiennement la messe pour les Dominicaines garde-malades de Montmartre, à l'exception du dimanche où il est prêtre-auxiliaire au lieu-dit La Borde, sur le territoire de Montesson.
Chaque jour, après la messe célébrée dans l'oratoire des Dominicaines, le jeune prêtre prend le petit déjeuner au parloir où la supérieure, Mère Marie Ceslas, lui tient souvent compagnie. En vue d'écrire son ouvrage sur l'abbé Joëssel, François Veuillot a cherché à recueillir les témoignages de ceux qui l'ont connu. Il a donc contacté mère Marie Ceslas. Ce qu'elle retient surtout de l'abbé Daniel c'est « sa » messe et son sourire. Elle confie : « C'est une des grandes grâces de ma vie, que d'avoir eu, pendant près d'une année, cette messe, chaque matin, dite avec une telle ferveur, un tel recueillement, un recueillement intense et qui prenait. »
À partir d'octobre 1934, le dimanche, c'est dans la banlieue de Montesson, à La Borde, qui compte environ 2 000 habitants, que se rend l'abbé Daniel afin de venir en aide au curé. C'est un ancien camarade de l'école Notre-Dame de la rue de Madrid, Jean Bousigues, qui a fait appel à lui pour célébrer la messe et apporter son aide aux catéchistes qui s'occupent alors d'une centaine d'enfants, regroupés dans un local de fortune. Là encore « sa » messe a marqué les participants. Il enseigne les enfants mais aussi les familles qui, de quelques-unes au départ, seront près de quarante au bout de seulement quelques semaines. Il s'occupe également des jeunes en les rassemblant dans un petit cercle d'études. Certaines après-midis se passent en promenades alliant détente et apostolat.
À la fin de l'année scolaire, l'abbé Daniel met définitivement fin à ses études universitaires pour rejoindre la paroisse de Sainte-Geneviève à Asnières en juillet 1935.

### Son ministère

#### Asnières-sur-Seine
En 1901 la population asniéroise s'élève à 31 336 habitants. En 1936 elle atteint 71 831 habitants.
L'église paroissiale Sainte-Geneviève, édifiée en 1541, est devenue trop petite pour faire face à cette hausse de la population, même si trois quartiers un peu excentrés ont pour l'un été érigé en une nouvelle paroisse (Saint-Joseph des Quatre-Routes) et pour les deux autres rattachés aux paroisses voisines de Saint-Jean des Grésillons et de Saint-Maurice de Bécon. La construction d'une nouvelle église est décidée. Ce sera Notre-Dame du Perpétuel-Secours dont le cardinal Verdier bénit la première pierre en novembre 1934. Elle est l'œuvre d'Alfred Nasousky. Le cardinal Verdier viendra à nouveau, le 4 octobre 1936, pour la bénir.
La paroisse compte de nombreux établissements religieux, tout un réseau de groupements de jeunesse, d'institutions scolaires et d'œuvres charitables comme notamment l'hospice Sainte-Elisabeth pour les orphelines et les dames âgées, le centre des garde-malades, l'école interparoissiale Saint-Joseph, pour les garçons, l'école paroissiale de Sainte-Anne et l'Institution Sainte-Geneviève, accueillant, pour ces deux dernières, les filles.
C'est dans ce contexte que l'abbé Joëssel arrive à Asnières en juillet 1935 à la demande du curé de la paroisse Sainte-Geneviève, le chanoine Muller, qui avait eu l'occasion de rencontrer Daniel à La Baule lors de vacances. Jean Muller a succédé au chanoine Raffin en 1933.
L'abbé Joëssel est accueilli par toute une équipe de prêtres qui s'étoffera encore. Il se liera plus particulièrement avec l'abbé Baudouin, l'abbé Fouques-Duparc et l'abbé Boyer-Chammard.
À peine arrivé, le voilà chargé d'accompagner des malades à Lourdes. Puis, quelques jours plus tard, il part à Dol de Bretagne avec l'abbé Baudouin qui y emmène une colonie de vacances. Il n'y reste que peu de temps car il doit rallier son régiment en tant qu'officier pour des exercices militaires.
Il regagne sa paroisse en octobre 1935. Il s'installe d'abord rue des Jardins, juste en face du patronage. Puis, plus tard, il occupe une petite chambre au numéro 50 de la rue de la Concorde, maison où logent également les abbés Boyer-Chammard et Barbé.

#### Auprès des jeunes
Son curé, le chanoine Muller, lui confie tout particulièrement la responsabilité des jeunes : J.O.C., J.E.C., scoutisme, patronage, colonie, Cœurs Vaillants. Il va s'attacher à créer une unité et une coopération entre ces différents mouvements.

##### En paroisse
Pour relever le patronage, il crée un groupe de Cœurs Vaillants. Il sait repérer les jeunes auxquels il peut confier des responsabilités. Il implique les plus grands dans la formation chrétienne des plus jeunes. Il cherche à les faire « monter » mais sans édulcorer le message évangélique et sans minimiser ses attentes. C'est tout le contraire. Il leur parle de droiture de vie, de sacrifice. Il leur déclare : « Le Cœur Vaillant doit montrer partout l'exemple. » et il reconnaît que « ce n'est pas très commode d'être Cœur Vaillant, il faut en mettre un sérieux coup. »
Il transforme progressivement le mouvement de L'Avant-Garde en une section de la Jeunesse Ouvrière Chrétienne qui en peu de temps grandit et prend de l'importance.
Il prend également en charge les collégiens et étudiants de la Jeunesse Étudiante Chrétienne. Il met en place des cercles d'étude où il encourage les échanges. Il propose des méditations sur l'Évangile et les Épîtres de Saint Paul. Un Jéciste témoigne : « Nous lui étions profondément attachés. Il connaissait admirablement notre milieu ; son intelligence pénétrante, riche et très avertie savait nous intéresser et nous saisir ; et puis, nous sentions fort bien qu'il avait l'art de redresser nos erreurs, sans jamais avoir l'air de nous mener. »
Il édite un bulletin mensuel intitulé « Notre Vie » qui contribue à l'unité entre les différents mouvements. En effet, on y trouve à la fois des nouvelles des différents mouvements mais aussi une ligne directrice proposée à tous. L'abbé Joëssel en compose l'éditorial mais laisse les jeunes rédiger les articles. C'est en somme une revue qui donne des nouvelles d'une grande « famille ».D'ailleurs, l'abbé Daniel parle volontiers de « ses gosses » et ces derniers le surnomment affectueusement l'abbé Jo.
C'est seulement au début de l'année 1939 qu'il prend en charge les scouts. Néanmoins, il a eu l'occasion de les rencontrer à de nombreuses reprises auparavant, ce qui facilite l'entente.

##### En colonie
Chaque été, il organise une colonie de vacances. Il emmène ainsi « ses » jeunes successivement en Savoie, dans les Vosges ou encore en Auvergne. Jusque là, les colonies proposées par la paroisse, faute de moyens, ne concernaient qu'un petit nombre de privilégiés. L'abbé Joëssel va faire en sorte qu'un maximum d'enfants puissent en bénéficier. Il cherche à ce que durant ce temps de vacances les enfants soient immergés dans un bain entièrement chrétien afin qu'à leur retour ils « rayonnent le Christ ». Il choisit les jeunes à qui il confie des responsabilités d'encadrement. Il les prend dans les différents mouvements de jeunesse, toujours dans le but de renforcer l'unité et de stimuler leur engagement et leur prise d'initiative.
Chaque journée débute par la célébration de la messe puis se passe entre jeux, services, temps de prière et repos. Le soir, avec les plus grands, l'abbé Daniel fait le point sur la journée écoulée, sur celle à venir tant au point de vue matériel que spirituel ; d'ailleurs ces discussions tournent souvent en direction spirituelle commune et se terminent par un temps de prière.
Il veille à ce que la discipline règne dans la colonie mais il a une manière bien à lui de la faire respecter. Il insiste sur la charité, le pardon, la douceur et l'entraide. Le mot d'ordre est « Aimez-vous les uns les autres. » Et quand cela ne suffit pas, plutôt que de recourir à des réprimandes et des sanctions, il préfère donner une leçon qui marque les cœurs. Ainsi François Veuillot rapporte le témoignage d'un des auxiliaires de l'abbé Daniel : « Un jour, les lieux d'aisance ayant été laissés dans un état de malpropreté inadmissible, il (l'abbé Joëssel) se donna la peine de les nettoyer lui-même, en refusant tout autre concours. Ses enfants, qui lui portaient une affection si vive et même, en dépit des familiarités dont il leur donnait la licence et l'exemple, un si profond respect, ressentirent, à ce spectacle, une honte et une peine, qui les corrigèrent plus à fond qu'une violente algarade ou une punition mortifiante. »
Néanmoins, bien que naturellement porté à l'indulgence, lorsque se présente une situation qui exige une sanction, il prend fermement les mesures qui s'imposent. Un collaborateur remarque : « A ces moments-là, il était très bref, très catégorique, très net ; il disait ce qu'il avait à dire, et c'était fini, on n'en parlait plus. » Mais cela ne va pas sans souffrance pour lui.
Car ce qu'il veut avant tout, c'est sauver des âmes. Il ne renonce d'ailleurs jamais, quitte à redoubler de prières et de mortifications.
En août 1937, la colonie, installée cette année-là à Longebonne, est marquée par un drame dont la majorité des journaux se fera l'écho. Deux jeunes, Pierre Deschamps et Roland Gillet, partis récupérer du matériel oublié et surpris par la nuit, font une chute mortelle. Le chagrin et la souffrance de l'abbé Daniel sont immenses. Seule sa foi lui permet de surmonter cette épreuve.
Enfin il faut mentionner la prodigalité dont l'abbé Joëssel fait preuve, prenant à sa charge des dépenses pour qu'aucun de « ses » jeunes ne soit privé des plaisirs dont d'autres profitent. Ainsi paie-t-il de sa poche pour que tous puissent assister à la séance de cinéma, avoir un goûter, pour organiser une excursion... Et les remontrances de son curé n'y font rien !

#### Auprès des malades
Si son action auprès des jeunes l'absorbe, il n'en oublie pas pour autant les malades.
Dès son arrivée, en juillet 1935, il accompagne des malades à Lourdes.
Il rend régulièrement visite aux dames âgées, pensionnaires de l'hospice Sainte-Elisabeth, tenu par les Sœurs de Saint-François Régis. Il les écoute, trouve les mots de réconfort appropriés pour chacune et leur communique sa joie.
Il ne refuse jamais de se rendre au chevet d'un malade, peu importe la fatigue, l'éloignement ou la météo. Ainsi, en pleine tempête de neige, il n'hésite pas à parcourir plusieurs kilomètres pour visiter un enfant malade dont le moral, après plusieurs opérations, est au plus bas. Il réussit à lui changer les idées, à lui redonner l'envie de vivre. Et plusieurs mois durant, presque quotidiennement, il continue de visiter le malade. Il y associe également des jeunes afin de les aider à progresser dans l'imitation du Christ.
Il participe aux côtés de son curé et de ses confrères aux Journées des malades. Là encore il se dépense sans compter, il confesse, soutient et console.

#### Amitiés
« On l'aime et on le suit ! » Cette constatation, faite par l'un de ses professeurs lorsqu'il était élève à l'école Notre Dame, ne s'est jamais démentie. Il est aimé de ses camarades parce qu'il les aime d'abord.
Le Père Pressoir, qui prononcera l'homélie lors de l'inhumation définitive de l'abbé Joëssel à Notre-Dame du Perpétuel-Secours d'Asnières en novembre 1949, le confirme : « Daniel Joëssel était le plus joyeux des compagnons, il aimait le rire franc et éclatant, il aimait la plaisanterie et l’humour. Combien il était recherché de ses camarades dès cette époque. » et encore « Il prête facilement, et parfois il donne tout ce qu’il a ; il devine, comme par un instinct supérieur, les besoins des autres, besoins de secours matériels, besoins d’aide intellectuelle, besoins de consolation et d’affection ; et ingénieux, il intervient délicatement... Et si sa charité était ingénieuse pour les besoins matériels de ses camarades, vous devinez ce qu’il était quand il s’agissait de leur faire aimer le Christ, le devoir, la croix, les âmes. Quel entraîneur d’âmes il était. »
Ainsi donc, comme l'abbé Joëssel le dit lui-même, il n'aime pas les autres pour eux-mêmes ou pour lui mais pour que le Christ augmente en eux. Tous ceux qui l'approchent sont « accrochés ». Ainsi ce jeune garçon qui, apercevant l'abbé Daniel au milieu d'une procession d'enfants qui font leur première communion, déclare : « Je veux aller au catéchisme avec cet abbé-là ! » ou encore une militante communiste qui depuis le cortège du défilé du Parti lui lance : « Ah ! vous êtes un chic type, Monsieur l'abbé ! »
Il est aimé et apprécié dans les familles qu'il s'efforce de visiter régulièrement : « attachement profond des parents chrétiens, sympathique estime des indifférents, attirance profonde sur les hostiles eux-mêmes, ignorants jusqu'ici de la bonté du prêtre » note son biographe.
Aimé également de son curé et de ses confrères, amitiés qui pour certaines remontent à sa formation au Séminaire des Carmes. Ainsi en est-il de son amitié avec Pierre Veuillot, qui deviendra cardinal en 1967.

### Spiritualité

#### Contemplatif et missionnaire
Déjà enfant, sa prière est fervente. Avec le temps, la pratique de la contemplation et l'expérience de Solesmes, elle s'approfondit et s'intensifie. Au Séminaire des Carmes, en adoration devant le Saint-Sacrement, il en perd même la notion du temps. Dans les notes qu'il laisse, on trouve cette volonté d'être à Dieu et en Dieu à chaque instant. Il écrit : « Toute la journée, il faut que je travaille cœur à cœur avec Jésus... Toute la journée, je dois répondre à son appel. Je veux être avec lui, toute la journée, en tout. Il faut que, coûte que coûte, je ne me laisse pas prendre aux choses extérieures. »
Cette prière intérieure est le moteur de son élan missionnaire. Elle lui permet de rester uni à Dieu au milieu même de son ministère. L'abbé Daniel, de son propre aveu, voulait « être une lumière ». François Veuillot souligne dans sa biographie que si effectivement il « éclaira les âmes » c'est « parce que sa flamme intérieure était vivace et pure. »
Et pour conquérir des âmes, il est prêt à tous les sacrifices, y compris celui de sa vie.

#### Sacrifice
L'abbé Joëssel écrit : « La vie chrétienne, en effet, repose sur le sacrifice. Tous les petits riens de chacune de nos journées sont des occasions providentielles de sacrifices. » C'est ce qu'il essaie de vivre et le but qu'il propose d'atteindre à ses paroissiens, de tout âge et de toute condition. Ainsi il réconforte une malade, immobilisée et qui se décourage : « Pourquoi vous inquiéter ? Le rôle que vous allez jouer est aussi beau que celui du Christ, puisque vous pouvez souffrir avec Lui. »
Et, lorsque c'est difficile, il conseille simplement de s'en remettre totalement au Seigneur. Il reprend en cela les mots de saint Paul : « C’est pourquoi j’accepte de grand cœur pour le Christ les faiblesses, les insultes, les contraintes, les persécutions et les situations angoissantes. Car, lorsque je suis faible, c’est alors que je suis fort. »
Loin de faire fuir les paroissiens, c'est justement en étant exigeant, en leur proposant un idéal élevé qu'il obtient le meilleur d'eux-mêmes, qu'il les fait « monter ». Ainsi, les orphelines de l'hospice Sainte-Elisabeth vont se priver durant un mois des quelques bonbons et chocolats qu'elles reçoivent afin de les offrir à de plus pauvres qu'elles, à l'occasion de Noël.
Lui-même ne s'épargne aucune mortification, y compris corporelle. Un de ses intimes confie : « Il avait compris, en effet, du premier jour, que pour faire du bien à ses enfants, il devait être prêt à prier pour eux, à souffrir pour eux. »
Dans une lettre envoyée du front au chanoine Muller, l'abbé Joëssel écrit : « Si le Bon Dieu juge de me reprendre demain ou après, je suis prêt à faire le sacrifice de tout ce que j'ai aimé uniquement ici-bas, c'est-à-dire des âmes qui m'ont été confiées, de mes chers enfants, à qui vous pouvez dire que j'offre ce sacrifice pour eux, pour qu'ils comprennent que notre seul bonheur ici-bas est d'aimer le Bon Dieu de tout son cœur. » Et dans une autre lettre à un confrère : « J'ai fait tout ce que j'ai pu pour mes gosses, j'ai donné tout ce que j'ai pu donner; maintenant, je n'ai plus qu'à mourir pour eux. »

#### Humilité
Pour l'abbé Daniel, « ce n'est pas ce que l'on fait qui produit des fruits d'apostolat, mais ce que l'on est. » Or, lorsqu'il s'examine, il voit sa misère : « Jésus, tout pur, tout divin... Moi, boue ! » Il voit l'abîme qui existe entre ce que son cœur voudrait, ce que ses élans d'amour promettent à Dieu et la réalité. Il se reproche ainsi de promettre chaque jour à Jésus de lui donner sa vie et d'avoir des difficultés à le faire concrètement au quotidien, de ne pas s'offrir en toute chose et toute circonstance. Pour lui, en agissant de la sorte, il trahit le Christ. À l'un de ses intimes, il confie : « Je suis un pauvre type, et, devant la charge redoutable de mon sacerdoce, je m'avoue bien incapable de la supporter ! »
Pour autant, la reconnaissance de ses faiblesses et de ses insuffisances ne paralyse pas son action. Simplement, avec confiance, il s'abandonne à la Divine Providence. Il remarque : « Saint Pierre n'aurait pas péché, s'il avait compté sur Jésus. » Alors il prie : « Vous savez que je ne puis rien faire sans vous. Venez, ô Jésus, venez m'aider à vous servir, puisque tous les jours je suis un mauvais serviteur... »
Durant sa formation au séminaire des Carmes et avec l'aide de Raoul Dorange, il se met à l'école de sainte Thérèse de Lisieux et s'efforce de suivre la petite voie qu'elle a tracée, chemin de confiance et de remise totale de soi-même à la grâce du Seigneur.
Il reconnaît humblement que les bonnes œuvres qu'il réalise ne viennent pas de lui mais de l'action de Dieu en lui. Détaché de toute chose, il peut s'attacher uniquement à Dieu, source de sa joie.

#### Joie
« Nous devons rayonner Jésus dans la paix et la joie ; nous remplir de Lui, de plus en plus, pour le rayonner dans les âmes » dit-il. Car la joie, pour l'abbé Daniel, c'est Dieu lui-même. Cette joie intérieure se reflète extérieurement pour les autres par son sourire. C'est ce qui revient systématiquement lorsque des témoins évoquent le souvenir de l'abbé Joëssel. François Veuillot note que ce sourire « jamais forcé est parfois courageusement voulu. » Il le confie lui-même à l'un de ses proches : « Je travaille à conserver toujours la joie, à garder toujours le sourire. » La joie est l'objet de ses méditations et une résolution qu'il s'efforce de tenir, en dépit des difficultés qui peuvent se présenter. Un de ses collaborateurs déclare : « L'abbé Joëssel, il m'est arrivé de le voir des journées entières, plein d'entrain avec ses gosses et, le soir, quand il rentrait dans sa chambre, las, fatigué, lourd de soucis pour ses œuvres et de peine au sujet de ses enfants. » Mais il avait gardé le sourire.

#### Messe
La messe est le sommet de chacune de ses journées, le centre même de sa vie. Le chanoine Muller résume tout lorsqu'il dit que « sa messe était une prédication. » Il ne se « contente » pas de la célébrer, il la vit. Monseigneur Touzé l'explique : « Lorsqu'il élevait au-dessus du saint autel la Sainte Hostie, il semblait se grandir lui-même et ce n'était pas elle seulement, mais elle et ce prêtre qui s'élevaient dans l'immensité des cieux» Tous ceux qui l'ont vu célébrer ont été marqués par son intense ferveur et son profond recueillement. Cette messe, il veut que les autres la vivent également. C'est une de ses préoccupations constantes. Il s'inquiète auprès d'un jeune de savoir si c'est le cas pour lui : « Vis-tu la messe ? La vis-tu intimement ? Si nous vivons bien notre messe, nous sommes hors de danger ! » Vivre la messe, c'est s'unir au sacrifice du Christ et donc s'offrir soi-même en sacrifice. Au patronage comme en colonie, il s'efforce de faire comprendre aux enfants ce qu'est la messe, afin qu'ils puissent mieux la vivre.
Recevoir l'Eucharistie ne doit pas être ni devenir un acte banal, fait sans préparation. Il le leur rappelle régulièrement : « Ne communiez que si vraiment vous le désirez, la communion est quelque chose de sérieux. »
Il en va de même pour la visite au Saint-Sacrement. Il encourage les enfants à passer un moment d'adoration devant le Corps du Christ mais les invite à le faire individuellement. Cela doit être un besoin, un acte d'amour et non une obligation.

#### Direction spirituelle et sacrement de réconciliation
Son souci des âmes, l'humilité, la joie, l'amour de la messe et le sacrifice se retrouvent bien évidemment dans l'aide spirituelle qu'il apporte aussi bien dans l'accompagnement spirituel que dans le sacrement de la réconciliation.
Un jeune témoigne : « Il nous démêlait ce qu'on avait au fond du cœur, ce qu'on voulait se cacher à soi-même, ou quelquefois ce dont on n'avait pas conscience... Et, tout de suite, on voyait clair, on se sentait plus fort. »
Voilà quelques-uns des conseils donnés, relevés notamment dans la correspondance qu'il continue à entretenir avec « ses » jeunes depuis le front :
- « Tâche surtout d'approfondir ta vie avec le Christ, c'est Lui qui opère, ce n'est pas toi; c'est pourquoi nos moindres exemples, nos moindres paroles sont quelque chose de grand[118]. »
- « Il faut prier[118]. »
- « Avec Jésus, établissez le " contact permanent "... Qu'il n'y ait aucune fibre de notre être, qui ne soit à Lui[119] ! »
- « Le Bon Dieu ne vous demande jamais d'aller au-delà de vos forces[120]. »
- « Je vous défends de jeûner, et de faire des mortifications de nourriture... Mais ne refusez rien au Bon Dieu... et acceptez toutes choses avec le sourire[100] ! »
- « Ce qu'il faut que nous fassions, c'est la volonté de Dieu. La vie chrétienne, en effet, repose sur le sacrifice[100]. »
- « Mettez votre joie à faire plaisir au Christ[121] ! »

### La guerre

#### Mobilisation
C'est durant la colonie de vacances dans le Puy-de-Dôme, à Laps, en août 1939, que l'abbé Joëssel est mobilisé, de même que le confrère qui l'accompagne alors. C'est la consternation générale. Madame Hentiens, qui chaque année accompagne la colonie, se souvient : « Les enfants ne dormaient plus, ils ne mangeaient plus. Beaucoup pleuraient. Les grands eux-mêmes ne se sentaient plus capables de tenir les petits... La colonie avait perdu son âme. »
L'abbé Joëssel passe rapidement à Asnières avant de partir pour le front, juste le temps de récupérer ses affaires et de recevoir la bénédiction du chanoine Muller. Il est affecté au 30e régiment d'artillerie comme lieutenant à la 7e batterie du 3e groupe. Cette formation est envoyée directement sur le front.

#### Sur le front
Les premières semaines sont particulièrement difficiles. Le régiment est engagé dans la bataille.
En octobre 1939, il est ramené en deuxième ligne. Ce sont l'attente et l'ennui. Il cherche alors à être versé dans l'armée de l'air comme observateur en avion. Mais son directeur spirituel y est défavorable et l'abbé Joëssel s'incline.
Pendant ce temps, à Asnières, c'est l'abbé Fouques-Duparc qui, pour le temps présent, est chargé des jeunes. Il sollicite l'abbé Daniel pour des conseils et des renseignements afin de pallier au mieux le vide que son départ a laissé. Avec humilité l'abbé Joëssel répond mais précise : « Je tiens essentiellement à ce que vous agissiez sans rendre compte. » et il ajoute : « Si vous saviez comme je suis heureux d'offrir tous les sacrifices de chaque jour pour que votre apostolat soit fécond ! » Il continue néanmoins son accompagnement spirituel à distance, non de sa propre initiative, mais pour répondre aux nombreuses lettres qu'il reçoit. Dans une lettre adressée à l'ensemble des jeunes, il les exhorte à rester unis et à faire des sacrifices. « Il faut que, pour nous, cette guerre soit une occasion de monter plus haut ! » encourage-t-il. Lui-même ne s'épargne pas. Alors qu'il loge chez le curé de Cléty, la bonne découvre que certaines nuits il dort à même le sol.
Et dans des lettres individuelles il insiste : « Tâche de garder toujours le sourire. » ou encore « Essaye de rendre le plus de services possibles chez toi. »
L'abbé Belleteix, qui appartient au même régiment, témoigne que « les enfants d'Asnières prient et se mortifient pour leurs aînés du front et parfois leurs privations se transmuent en colis ; les soldats, en retour, offrent leurs misères pour les œuvres de leur lieutenant-abbé. »
Car l'abbé Daniel veille bien évidemment sur les hommes dont il a la responsabilité. N'ayant pas le statut d'aumônier, il fait preuve de délicatesse et de discrétion. Son statut d'officier est pour lui une entrave à son apostolat. Il confie à sa sœur : « Je m'éloigne toujours de l'endroit où l'aumônier confesse pour que les hommes restent libres. » Ne pas pouvoir exercer pleinement son ministère de prêtre est une épreuve supplémentaire pour lui. Il est parfois découragé de ce qui lui semble être une inaction pastorale. Ses supérieurs n'ont pas le même point de vue. Ainsi le commandant Balfourier note : « Officier très actif, chef excellent, plein de sollicitude pour ses hommes et aussi de fermeté dans son commandement, bon camarade, gai, aimable, très digne sans raideur et toujours prêt à rendre service. »
Effectivement, il est attentif à ses hommes comme l'indique l'abbé Rathé, curé de Cléty (Pas-de-Calais), chez qui réside l'abbé Daniel au printemps 1940. Une fois la messe célébrée, il retourne auprès de ses hommes jusqu'au soir afin d'être présent pour eux si besoin.
Une autre épreuve est celle de ne pouvoir célébrer la messe quotidiennement. Quand il peut le faire, c'est une vraie joie. Il le mentionne dans de très nombreuses lettres.
Il rend d'ailleurs de nombreux services aux curés des environs dès qu'il le peut. Il est cantonné à Hazebrouck durant l'hiver 1939-1940 puis à Cléty à partir de mars 1940. Il organise également des veillées de prière, des récollections, de petits cercles d'étude et essaie de préparer de belles liturgies, lorsqu'il peut célébrer la messe. Ses prédications portent largement sur le thème du sacrifice. Le commandant Balfourier explique : « Il insistait sur les dispositions du cœur avec lesquelles il convient d'accepter et même de désirer les épreuves, pour mériter la Miséricorde divine et fléchir la divine Justice. »
Sa ferveur impressionne et son rayonnement attire. Son objectif est inchangé : sauver les âmes.
Il met à profit les moments d'inactivité pour réfléchir et prier. Il constate, dans une lettre en date du 18 décembre 1939, que : « Ma vie d'Asnières n'était vraiment pas normale. Il m'a fallu pendant des semaines lutter pour reprendre une vie intérieure suffisante. Cela prouve une fois de plus que l'action extérieure débilite terriblement et qu'on ne prend jamais assez de temps pour l'unique nécessaire. »

#### Sa mort
Début avril, l'abbé Joëssel bénéficie d'une permission de quinze jours. À cette occasion il retourne dans sa paroisse d'Asnières. Tout le monde veut le voir et il essaie de donner satisfaction à tous. Mais, au moment de partir, aux souhaits de le revoir, il répond qu'il ne reviendra plus, comme s'il savait ce qui l'attendait.
De retour sur le front il se remet à la tâche, sans rien négliger de son devoir d'état et de son ministère.
Le 10 mai 1940 au matin, débute la Bataille de France. L'abbé Joëssel quitte Cléty après s'être confessé auprès de l'abbé Rathé et avoir reçu sa bénédiction. Il lui confie : « Ce sera terrible et il y a peu de chances d'en revenir. »
Son régiment se positionne tout d'abord sur la frontière hollandaise, puis plus au sud, à Landrecies. Le 17 mai, la batterie de l'abbé Joëssel se retrouve isolée et ne compte plus qu'une vingtaine d'hommes. Ils résistent jusqu'au 20 mai, date à laquelle l'abbé Joëssel donne l'ordre de faire sauter les canons qui leur restent afin qu'ils ne tombent pas aux mains des Allemands. Il donne alors l'absolution à ses hommes. Afin de leur permettre de se replier, il détourne l'attention des Allemands sur lui. C'est alors qu'il est blessé et fait prisonnier.
Le 26 mai, il écrit un mot à sa sœur indiquant qu'il est blessé et prisonnier mais ajoute : « Il aurait pu m'arriver pire. Je suis bien soigné et, d'après le toubib, je serai tiré d'affaire d'ici peu. »
Il arrive le 27 mai à Ciney, en Belgique, dans un établissement des Frères des Écoles Chrétiennes, transformé par les Allemands en hôpital. Il est alors très affaibli. L'abbé Massart, aumônier de l'établissement, reçoit sa confession. Le 28 mai, il dicte trois lettres à l'abbé Massart: une pour l'abbé Fouques-Duparc, une pour le chanoine Muller et une pour sa sœur.
Dans sa lettre à l'abbé Fouques-Duparc, après l'avoir remercié, il se préoccupe encore de « ses » enfants. Témoignage de la conscience qu'il a de la grandeur de l'Eucharistie, il demande également à ce que trois cents messes soient célébrées pour celles qu'il aurait pu mal dire.
Dans sa lettre à son curé, le chanoine Muller, il le remercie de l'avoir aidé dans son ministère et le charge de remercier également les prêtres qui l'ont entouré.
Enfin, dans sa lettre à sa sœur, il réaffirme la profondeur de son amour pour sa famille et souhaite qu'il y ait des prêtres dans les générations futures.
Il meurt le jeudi 30 mai 1940, après avoir reçu l'Extrême-Onction, demandé pardon à Dieu de toutes ses infidélités et renouvelé le sacrifice de sa vie pour l'Église, les âmes, objets de son ministère, et la Patrie.
Ce n'est que le 9 juillet que la sœur de l'abbé Joëssel reçoit la lettre en date du 26 mai, dans laquelle il annonce qu'il est blessé. Puis plus rien.
La lettre de l'abbé Massart, adressée au chanoine Muller et annonçant la mort de l'abbé Joëssel, n'arrive à Asnières que le 12 septembre 1940.
Le dimanche qui suit l'annonce de sa mort, l'église Notre-Dame-du Perpétuel-Secours est entièrement remplie.
Un mémorial est inauguré dès le 27 octobre, dans la salle du patronage.

## Postérité

### Croix de Guerre et Chevalier de la Légion d'honneur
Le lieutenant Daniel Joëssel est cité à l'ordre de l'armée en janvier 1942. Cette citation donne droit au port de la Croix de Guerre 1939-1940.
Par un décret du 17 avril 1942, qui paraît dans le Journal Officiel du 24, il est fait Chevalier de la Légion d'honneur. Il est notamment souligné : « Magnifique entraîneur d'hommes, dont l'activité et la calme bravoure ont fait l'admiration de tous. Après s'être distingué les 18 et 19 mai 1940, a été mortellement blessé le 20 mai, à son poste de combat. »

### Rapatriement du corps et inhumation définitive
À sa mort, l'abbé Joëssel est inhumé à Ciney dans le cimetière du mont de la Salle.
Après la fin de la guerre, les paroissiens d'Asnières, avec l'accord de la famille de l'abbé Daniel, entreprennent des démarches pour que son corps soit rapatrié. C'est en 1949 qu'il est enfin inhumé définitivement dans l'église Notre-Dame du Perpétuel-Secours. La célébration a lieu le 20 novembre. Elle est présidée par Monseigneur Feltin, archevêque de Paris. C'est le Père Pressoir, qui avait été le supérieur du Séminaire des Carmes lorsque Daniel y suivait sa formation, qui prononce l'homélie.

### La chapelle Saint Daniel
Lorsqu'il était vicaire à Asnières, l'abbé Joëssel envisageait la construction d'une chapelle dédiée à Sainte Thérèse de l'Enfant Jésus. Il avait d'ailleurs fait un legs au patronage dans ce but.
Le 11 mai 1961 une chapelle est inaugurée à Asnières, non pas sous le vocable de Sainte Thérèse de l'Enfant Jésus, mais sous celui de Saint Daniel, en mémoire de l'abbé Joëssel.

### Consécration de l'église Notre-Dame du Perpétuel-Secours
Le 7 février 2021 Monseigneur Matthieu Rougé a dédicacé l'église Notre-Dame du Perpétuel-Secours d'Asnières et a consacré son nouvel autel.

### Témoignages

#### La Semaine Religieuse de Paris
François Veuillot, qui publiera peu après la biographie de l'abbé Joëssel, rédige, pour la Semaine Religieuse de Paris, une notice nécrologique de l'abbé Daniel. Elle paraît le 19 juillet 1941.

#### Belles vies sacerdotales
En 1941, une nouvelle collection, intitulée « Belles vies sacerdotales », paraît chez Bloud and Gay. C'est le chanoine Lieuter, directeur diocésain de l'Œuvre des vocations ecclésiastiques depuis 1926, qui la dirige. Elle comptera onze titres.
Parmi les deux premiers à sortir, figure la biographie de l'abbé Joëssel par François Veuillot intitulée Un vicaire de banlieue, L'abbé Daniel Joëssel. Le livre sera rapidement épuisé et n'a, à ce jour, pas été réédité.